# Count Basic
Count Basic ist eine 1993 gegründete österreichische Band rund um den Gitarristen Peter Legat. Der Name der Band ist ein Tribut an den amerikanischen Jazz-Musiker Count Basie. Ursprünglich der Acid-Jazz-Szene zugehörend, entwickelte sich ihr Musikstil in verschiedene Richtungen – Smooth Jazz, R’n’B und Trip-Hop.

## Geschichte
Die Band hatte einen ersten Erfolg mit dem Song All Time High (der zunächst auf dem Sampler 1010 City Beat Vol. 2 erschien). Das Lied, in dem die Sängerin Lynne Kieran zu hören war, wurde ein Radiohit. Bald darauf wurde die Sängerin Kelli Sae die regelmäßige Sängerin der Band. Obwohl das erste Album der Gruppe enttäuschte, erreichte die spätere Veröffentlichung M.L. in the Sunshine Platz 1 in den NAC/Smooth Jazz-Charts. Movin' in the Right Direction platzierte sich auf Platz 3 der Smooth Jazz/New Adult Contemporary-Charts. Bekannt wurde zudem der Kruder-und-Dorfmeister-Remix des Stückes Speechless (1996) auf deren Alben Conversions – A K&D Selection bzw. The K&D Sessions.
Am 9. Mai 2007 präsentierten sie ihr fünftes Studioalbum Love & Light im Wiener Club Porgy & Bess. Die Gruppe hat internationale Tourneen unternommen und hatte Auftritte in verschiedenen europäischen Ländern.

## Diskografie

### Alben
| Jahr | Titel                         | Höchstplatzierung, Gesamtwochen, AuszeichnungChartsChartplatzierungen (Jahr, Titel, Platzierungen, Wochen, Auszeichnungen, Anmerkungen) | Anmerkungen                                            |
| Jahr | Titel                         | AT | Anmerkungen                                            |
| ---- | ----------------------------- | --- | ------------------------------------------------------ |
| 1994 | Life Think It Over            | AT29 (2 Wo.)AT | Spray Records                                          |
| 1996 | Moving in the Right Direction | AT23 (10 Wo.)AT | Spray Records                                          |
| 1996 | Remix Hit Collection          | AT29 (2 Wo.)AT | Spray Records                                          |
| 1999 | Trust Your Instincts          | AT34 (2 Wo.)AT | Spray Records                                          |
| 2002 | Bigger & Brighter             | AT16 (8 Wo.)AT | Spray Records Amadeus-Austrian-Music-Award-Nominierung |
| 2008 | Love & Light                  | AT31 (2 Wo.)AT | EmArcy/Universal                                       |

Weitere Alben
- 1997: Live (Spray Records)
- 2001: The Peter Kruder Richard Dorfmeister Remixes (Shadow)
- 2004: First Decade 1994–2004
- 2014: Sweet Spot (Universal)

### Singles
- Come over (2021)
- All Time High – Maxi-Single (1991)